# Vigerslev Kirke (København)
 For alternative betydninger, se Vigerslev Kirke. (Se også artikler, som begynder med Vigerslev Kirke)
Vigerslev Kirke ligger på Lykkebovej i Københavns Kommune.

## Historie
Kirkens arkitekt var Paul Staffeldt Matthiesen.

## Kirkebygningen
- Vigerslev Kirke
- Vigerslev Kirke

## Interiør
- Kirkerummet
- Kirkerummet set fra alteret
- Kirkerummet med vidvinkel

### Alter
- Alter

### Prædikestol
- Prædikestol

### Døbefont
- Døbefont

### Orgel
- Orgelfacade

## Gravminder
Tekst mangler, hjælp os med at skrive teksten

### Literatur
- Storbyens virkeliggjorte længsler ved Anne-Mette Gravgaard. Kirkerne i København og på Frederiksberg 1860-1940. Foreningen til Gamle Bygningers Bevaring 2001. ISBN 87-87546-18-3

## Eksterne kilder og henvisninger
- Vigerslev Kirke hos KortTilKirken.dk